# Ensalada

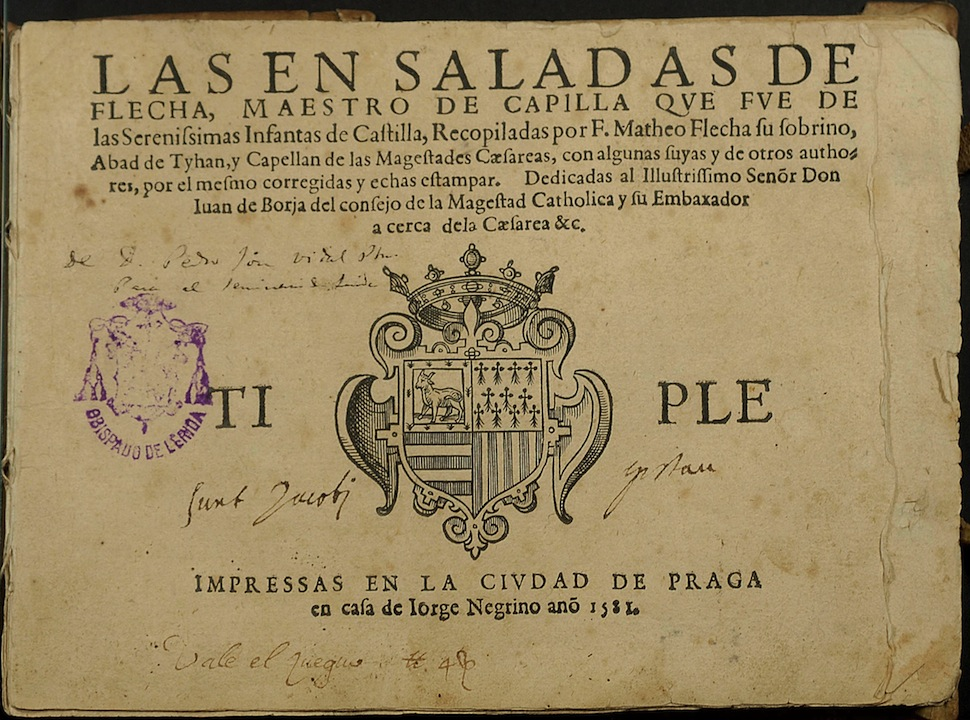
Ensalada.

L’ensalada (littéralement salade en espagnol) est un genre musical polyphonique. Cette musique mélange dans un même morceau différents styles musicaux, langues ou onomatopées.
Les styles utilisés sont par exemple le madrigal, la chanson populaire, le villancico, la romance, la danse ou les genres liturgiques. Les langues les plus fréquentes sont l'espagnol, le valencien, le gascon, le biscayen, le portugais, l'italien et le latin. Sont également utilisés l'homophonie, le contrepoint, le nombre de chanteurs, les thèmes religieux ou profanes, les éléments comiques, épiques ou ironiques.
Ce genre a été très populaire dans la péninsule Ibérique durant la Renaissance, en particulier au XVIe siècle.
Le terme est principalement connu par le biais d'une publication, Las Ensaladas de Flecha Prague (1581), de Mateo Flecha le jeune qui contient six longs morceaux pour quatre voix composés par son oncle Mateo Flecha (1481–1553),,. Chacune de ces ensaladas est divisée entre sept et douze parties,,,.

## Compositeurs et œuvres
Dix-neuf ensaladas vocales polyphoniques du XVIe siècle sont connues, plus de la moitié sont de Mateo Flecha el Viejo, qui de ce fait peut être considéré comme la référence du genre. Si on compare le nombre d'ensaladas au nombre de chants composés à cette époque cela peut paraitre peu mais cela diffère peu du nombre de madrigaux de compositeurs de la péninsule ibérique (Pere Albérch Vila, Joan Brudieu et autres auteurs du Chansonnier de Medinaceli). Malgré le faible nombre d'ensaladas, un inventaire de février 1591 des fonds musicaux de la Cathédrale de Tarazona montre que c'était un genre populaire.
Chacón est l'auteur le plus prolifique du genre après Flecha el viejo. Ont également composés des ensaladas le Maître de chapelle d'Alcalá de Henares Melchior de Torres, auteur d'Arte ingeniosa de Música (Alcalá, 1554). Baltasar Ruiz avecLa Feria ou Luis de Vargas dont la dernière composition a été Tota pulchra est amica mea.
Le tableau suivant liste les pièces connues en 2013 et qui peuvent être classées dans ce genre
| Ensalada                    | Voix | Compositeur            | Sources                 | Enregistrements                                                 | Commentaires |
| --------------------------- | ---- | ---------------------- | ----------------------- | --------------------------------------------------------------- | --- |
| Una montaña pasando         | 4    | Garcimuñóz (atribuida) | CMP                     | RES, BIN                                                        | C'est probablement l'ensalada la plus ancienne à avoir survécu. Cette œuvre pour quatre voix comprend la chanson Ay triste de mi ventura, le refrain Madre mía, muriera yo et un fragment du psaume Super flumina Babylonis. |
| Por las sierras de Madrid   | 6    | Francisco de Peñalosa  | CMP                     | GIS, SAV, SEM, GOT, MIN                                         | Œuvre dans laquelle sont chantés quatre refrains traditionnels de différentes chansons et une phrase finale en latin. |
| Tú que vienes de camino     | 2    | Francisco de Peñalosa  | CMP                     | YOR                                                             | Le texte comprend des phrases en plusieurs langues. |
| El fuego                    | 4    | Mateo Flecha el viejo  | ENS, CAI, CII           | HES, HUE, RUD, CRC, LON, ARM, HAR, ROS, SAC, NOT, CO2           | |
| El jubilate                 | 4    | Mateo Flecha el viejo  | CMM, CII                | CAR, CRC, LON, ARM, HIL                                         | |
| La bomba                    | 4    | Mateo Flecha el viejo  | ENS, CMM, CAI, CII      | HES, FAG*, KIN, JAN, CRC, LON, KIS, HAR, ORP, CO2               | |
| La caça                     | 4    | Mateo Flecha el viejo  | CII                     |                                                                 | |
| La guerra                   | 4    | Mateo Flecha el viejo  | ENS, CAI, CII           | ARS, RIC**, CAR, PIF**, JAN, LAC, CON, REI*, CRC, LON, DUO, SAC | |
| La justa                    | 4    | Mateo Flecha el viejo  | ENS, CMM, DIF, CAI, CII | RIC**, CAR, HES, KOL, HUE, COL, VOC, CRC, LON, ARM, ANG, SAC    | |
| La negrina                  | 4    | Mateo Flecha el viejo  | ENS, CAI                | ARS*, CAR, HUE, COL, MAG, CAT*, CRC, LON, SAC                   | |
| La viuda                    | 4    | Mateo Flecha el viejo  | ENS                     | HAR                                                             | |
| Las cañas                   | 5    | Mateo Flecha el viejo  | ENS                     |                                                                 | |
| Los chistes                 | 5    | Mateo Flecha el viejo  | ENS                     |                                                                 | |
| El cantate o dança despadas | 5    | Mateo Flecha el viejo  |                         |                                                                 | Perdida |
| La trulla                   | 4    | Bartomeu Càrceres      | ENS                     | CAP, NAT, CO2                                                   | Plusieurs chansons sont mélangés dans des phrases polyphoniques. |
| El bon jorn                 | 4    | Pere Alberch Vila      | ENS                     | COL, CO2                                                        | Suit le modèle des ensaladas de Mateo Flecha el viejo. La chanson mélange le castellano, le catalan, l'occitan et se termine en latin.                                                                                       |
| La lucha                    | 4    | Pere Alberch Vila      | ENS                     | CO2                                                             | |
| El molino                   |      | F. Chacón              | ENS                     |                                                                 | |
| La feria                    | 4    | Mateo Flecha el joven  | ENS                     |                                                                 | Basée sur la ballade "En la ciudad de Toledo". |
| Las cañas                   | 4    | Mateo Flecha el joven  | ENS                     |                                                                 | Adaptation d'une ensalada du même nom de son oncle Mateo Flecha el viejo. |
| Salgan damas galanes        |      | Anónimo                | CMM                     |                                                                 | |

(* ) seulement une partie de l'ensalada
(** ) version instrumental
Sources musicales:
- CMP - Cancionero de Palacio
- CMM - Cancionero de Medinaceli
- ENS - Las ensaladas de Flecha. Mateo Flecha el joven. Praga. 1581.
- DIF - Le difficile de Chansons. Second Livre. Jacques Moderne. Lyon. Contient l’ensalada La justa, appelée ici La Bataille en Spagnol.
- CAI - Bibliothèque de Catalunya. M 588 I.
- CII - Bibliothèque de Catalunya. M 588 II.

Bien que ce ne soient à proprement parler des ensaladas, il est possible de citer :
- Sebastián Aguilera de Heredia nomme "Ensalada" un de ses morceaux pour orgue à cause de la variété de thèmes et de styles qu'il contient.
- Enríquez de Valderrábano dans son livre Silva de Sirenas (es), publié en 1547, appelle "Soneto, a manera de ensalada" une adaptation pour voix et vihuela du quodlibet, "Corten espadas afiladas", du Cancionero de Medinaceli

## Discographie
- 1968? - [GIS] La música en la Corte de los Reyes Católicos. Ars Musicae de Barcelona, Coro Alleluia. Enrique Gispert. MEC 1001
- 1968 - [ARS] Le Moyen Âge Catalan. Ars Musicae de Barcelona. Enric Gispert. Harmonia mundi HMA 190 051.
- 1968 - [RES] Music from the Time of Christopher Columbus. Musica Reservata (Londres). Philips 432 821-2 PM.
- 1973 - [RIC] Die Instrumentalvariation in der Spanischen Renaissancemusik. Ricercare y Ensemble für Alte Musik Zürich. Michel Piguet y Jordi Savall. Reflexe Vol. 3 Stationen Europäischer Musik.
- 1976 - [YOR] Medieval and Renaissance Songs of Portugal and Spain. The New York Consort for Poetry and Music. Vox "Turnabout" TV 34693 (LP).
- 1977 - [CAR] Ensaladas de Mateo Flecha, el viejo. Coral Carmina, Solistas y Conjunto Instrumental. Jordi Casas. MEC 1015
- 1984 - [KIS] Madrigal History Tour. The King's Singers. EMI Classics
- 1987 - [HES] Ensaladas. Flecha, Heredia, Arrauxo. Hespèrion XX y Studio musicae Valencia. Jordi Savall. Astrée (Naïve) ES 9961.
- 1988 - [KOL] The Most beautiful madrigals. Collegium Vocale Köln. Wolfgang Fromme. CBS Odyssey M2K 45622 (2 CD).
- 1989 - [HIL] Sacred and Secular Music from six centuries. The Hilliard Ensemble. Hyperion Helios CDH 55148.
- 1990 - [CAP] Bartomeu Càrceres: Villancicos & Ensaladas. Anonymes XVIe siècle. La Capella Reial de Catalunya. Montserrat Figueras, Jordi Savall. Astrée (Naïve) ES 9951.
- 1991 - [HUE] Mateo Flecha el Viejo: Las Ensaladas. El Fuego, La Negrina, La Justa. Huelgas Ensemble. Paul Van Nevel. Sony Classical Vivarte SK 46699.
- 1991 - [SAV] El Cancionero de Palacio, 1474-1516. Música en la corte de los Reyes Católicos. Hespèrion XX. Jordi Savall. Astrée (Naïve) ES 9943.
- 1992 - [SEM] Por las sierras de Madrid. Música antigua 3. Grupo Sema. Pepe Rey. Sociedad General de Autores de España.
- 1993 - [GOT] The Voice in the Garden. Spanish Songs and Motets, 1480-1550. Gothic Voices. Christopher Page. Hyperion 66653.
- 1994 - [FAG] Insalata. I Fagiolini. Robert Hollingworth. Metronome 1004.
- 1994 - [COL] La Justa. Madrigals and Ensaladas from 16th century Catalonia. La Colombina. Josep Benet. Accent 94103
- 1994 - [DUO] Musica Temporis Rudolphi II. Duodena Cantitans, Capella Rudolphina. Petr Danek. Supraphon 0192-2231
- 1996 - [NAT] Christmas in Spain - In natali Domini. La Colombina. Accent 96114.
- 1996 - [BIN] Sola m'ire. Cancionero de Palacio. Ensemble Gilles Binchois. Dominique Vellard. Virgin Veritas 45359.
- 1996 - [KIN] All the King's Men. Henry VIII & the Princes of the Renaissance. I Fagiolini, Concordia. Robert Hollingworth, Mark Levy. Metronome 1012.
- 1996 - [PIF] Los Ministriles. Spanish Renaissance Wind Music. Piffaro, The Renaissance Band. Joan Kimball, Robert Wiemken. Archiv "Blue" 474 232.
- 1996 - [CRC] Mateo Flecha: Las ensaladas. Isabel Palacios. Camerata Renacentista de Caracas. K617
- 1997 - [JAN] Canciones y Ensaladas. Chansons et pièces instrumentales du Siècle d'Or. Ensemble Clément Janequin. Dominique Visse. Harmonia Mundi HMC 90 1627.
- 1997 - [MIN] Court and Cathedral. The two worlds of Francisco de Peñalosa. Concentus Musicus Minnesota. Arthur Maud. Meridian 84406.
- 1997 - [RUD] Felix Austriae Domus. Music in the 16th century Hapsburg Empires. Duodena Cantitans, Capella Rudolphina. Petr Danek. Supraphon 3326-2 231.
- 1997 - [LON] Las Ensaladas. New London Consort. Philip Pickett. Decca 444810
- 1997 - [ANG] México Barroco / Puebla V. Missa de la Batalla / Fabián Ximeno Pérez. Angelicum de Puebla. Benjamín Juárez Echenique
- 1998 - [LAC] Roncevaux: Échos d'une bataille. Évocation musicale de la "Chanson de Roland". Ensemble Lachrimae Consort, Ensemble vocal "La Trulla de Bozes". Philippe Foulon. Mandala MAN 4953.
- 1999 - [CON] The Victory of Santiago. Voices of Renaissance Spain. The Concord Ensemble. Dorian 90274.
- 1999 - [ORP] Fuenllana. Libro de música para vihuela, intitulado Orphénica Lyra. Orphénica Lyra. José Miguel Moreno. Glossa 920204. 1999.
- 2000 - [REI] Carlos V. Mille Regretz: La Canción del Emperador. La Capella Reial de Catalunya. Hespèrion XXI. Jordi Savall. Alia Vox AV 9814.
- 2000 - [HAR] Fire-Water. The Spirit of Renaissance Spain. The Harp Consort, The King's Singers'. Andrew Lawrence-King. RCA
- 2001 - [MAG] Iudicii Signum. Capella de Ministrers. Carles Magraner. Licanus CDM 0203.
- 2003 - [VOC] Oyd, oyd, los vivientes. Llibre Vermell de Montserrat - La Justa. Collegium Vocale de Madrid, Kaléndula, Ensemble La Danserye. M. Á. Jaraba. Lachrimae LCD 9711.
- 2003 - [NOT] El Fuego. Musique polyphonique profane di Siècle d'Or. Música de la Corte. Eduardo Notrica. Voice of Lyrics VOL BL 703
- 2004 - [CAT] Villancicos y Danzas Criollas. De la Ibéria Antigua al Nuevo Mundo, 1559-1759. La Capella Reial de Catalunya, Hespèrion XXI. Jordi Savall. Alia Vox AV 9834.
- 2005 - [ARM] Mateo Flecha: Ensaladas. La Stagione Armonica. Sergio Balestracci. CPO 7770702
- 2005 - [ROS] El Espíritu del Siglo de Oro. Pro Música Antiqua Rosario. IRCO-274
- 2007 - [SAC] El Fuego. Les Sacqueboutiers. Ambroisie AM 129
- 2009 - [CO2] Las Ensaladas. Praga 1581. La Colombina. K 617 K617216